# Iconaster elegans
Iconaster elegans är en sjöstjärneart som beskrevs av Jacques Jangoux 1981. Iconaster elegans ingår i släktet Iconaster och familjen ledsjöstjärnor.
Artens utbredningsområde är Filippinerna. Inga underarter finns listade i Catalogue of Life.